# Donielle Thompson
Donielle Thompson (Colorado Springs, Colorado, 17 de febrero de 1981) es una gimnasta artística estadounidense, medallista de bronce mundial en 1995 en el concurso por equipos.

## 1995
En el Mundial celebrado en Sabae (Japón) gana el bronce en el concurso por equipos, tras Rumania (oro) y China (plata), siendo sus compañeras de equipo: Shannon Miller, Dominique Moceanu, Kerri Strug, Jaycie Phelps, Mary Beth Arnold y Teresa Kulikowski.